# Wade Miley
Wade Allen Miley (ur. 13 listopada 1986) – amerykański baseballista występujący na pozycji miotacza w Milwaukee Brewers.

## Minor League Baseball
Po ukończeniu szkoły średniej, w czerwcu 2005 został wybrany w 20. rundzie draftu przez Toronto Blue Jays, jednak nie podpisał kontraktu z organizacją tego klubu, gdyż zdecydował się podjąć studia na Southeastern Louisiana University, gdzie w latach 2006–2008 grał w drużynie uniwersyteckiej Southeastern Louisiana Lions. W czerwcu 2008 został wybrany w pierwszej rundzie draftu z numerem 43. przez Arizona Diamondbacks. Zawodową karierę rozpoczął od występów w Yakima Bears (poziom Class A Short Season), następnie w 2009 grał w South Bend Silver Hawks (Class A) i Visalia Rawhide (Class A Advanced). Sezon 2010 rozpoczął od występów w Visalia Rawhide, a w czerwcu 2010 został przesunięty do Mobile BayBears (Double-A). W styczniu 2011 został zaproszony do składu Arizona Diamondbacks na występy w spring training, jednak po jego zakończeniu został odesłany do Mobile BayBears. 1 lipca 2011 został zawodnikiem Reno Aces (Triple-A) i po rozegraniu ośmiu meczów, 16 sierpnia 2011 został powołany do 40-osobowego składu Diamondbacks.

## Major League Baseball

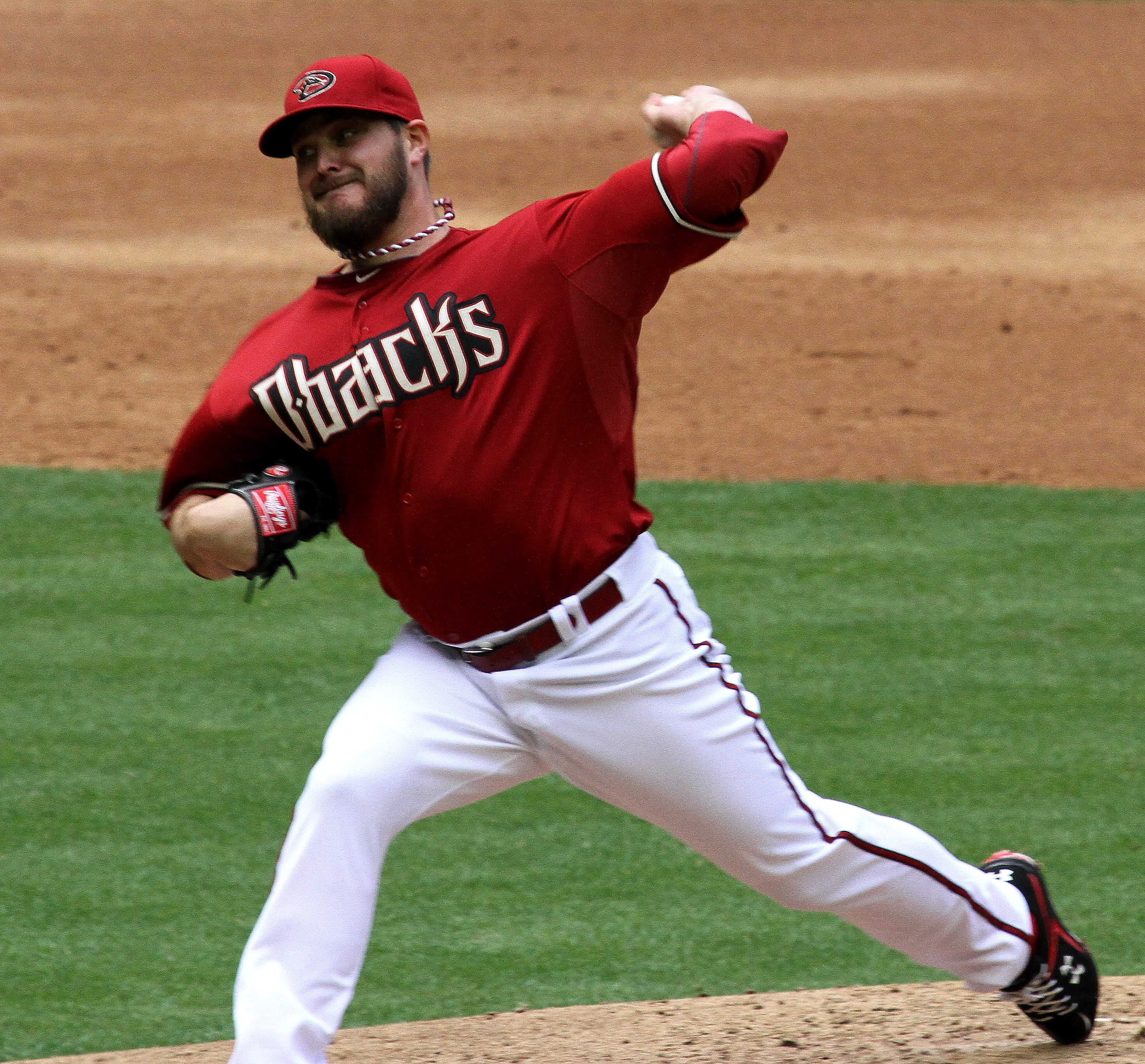
Wade Miley podczas gry w Arizona Diamondbacks.

W Major League Baseball zadebiutował 20 sierpnia 2011 w meczu przeciwko Atlanta Braves, w którym rozegrał 4 zmiany, zaliczył pięć strikeoutów, oddał 7 uderzeń, 5 runów, 2 bazy za darmo i zanotował porażkę. Pierwsze zwycięstwo zaliczył pięć dni później w spotkaniu z Washington Nationals.
W kwietniu 2012 uzyskał bilans W-L 3–0 przy wskaźniku ERA 1,29, zaliczył 15 strikeoutów i został wybrany najlepszym debiutantem miesiąca w National League. W lipcu 2012 po raz pierwszy wystąpił w Meczu Gwiazd. W tym samym roku w głosowaniu do nagrody NL Rookie of the Year Award zajął 2. miejsce za Brycem Harperem z Washington Nationals. 22 kwietnia 2013 w meczu z San Francisco Giants zdobył pierwszego home runa w MLB. W grudniu 2014 w ramach wymiany zawodników przeszedł do Boston Red Sox, a w lutym 2015 podpisał trzyletni kontrakt wart 19 250 tysięcy dolarów. W sezonie 2015 zanotował bilans W-L 11–11, uzyskał bilans ERA 4,46 i zaliczył 147 strikeoutów. W grudniu 2015 w ramach wymiany zawodników przeszedł do Seattle Mariners. 31 lipca 2016 przeszedł do Baltimore Orioles za Ariela Mirandę. W lutym 2018 podpisał kontrakt jako wolny agent z Milwaukee Brewers.

## Nagrody i wyróżnienia
| Nagroda/wyróżnienie | Lata | Źródło |
| All-Star            | 2012 | [ 1 ]  |